# Álora
Álora er en by og kommune i det sydlige Spanien i provinsen Málaga. Den har et indbyggertal på 13.570 (2024) indbyggere.